# Waipahu
Waipahu – miejscowość spisowa w Stanach Zjednoczonych, w stanie Hawaje, na wyspie Oʻahu, w hrabstwie Honolulu.